# 虹 (新垣結衣專輯)
《虹》是新垣結衣的第三张专辑，于2010年9月22日由日本华纳唱片发行。

## 收录曲

### CD
1. No problem!
作詞、作曲、編曲：松岡基樹（日语：松岡モトキ）
2. 輕輕地（ふわり） 
作詞：新垣結衣，作曲：CUBE JUICE（日语：CUBE JUICE），編曲：松岡基樹
3. 小小戀歌（小さな恋のうた）
作詞：上江洌清作（うえずきよさく），作曲：MONGOL800，編曲：會田茂一（日语：會田茂一）
SONY WALKMAN "Play You." CM歌曲
4. Collage 
作詞：Tomoko Kawase 作曲：Shunsaku Okuda（日语：奥田俊作），編曲：會田茂一
5. 花水木（ハナミズキ） 
作詞：一青窈，作曲：増子達郎（日语：マシコタツロウ），編曲：松岡基樹
6. 吧嗒吧嗒（てくてく） 
作詞：kenko-p，作曲：夏海，編曲：松岡基樹
7. 扉 
作詞、作曲：熊木杏里  編曲：松岡基樹
8. 禮物 
作詞、作曲：Kubo Kenji（日语：メレンゲ (バンド)），編曲：松岡基樹
9. Days 
作詞：森由里子（日语：森由里子），作曲：山下和彰 ，編曲：her0ism（日语：ヒロイズム）
10. WALK 
作詞、作曲：森口友美，編曲：松岡基樹
電影主題歌
11. 虹
作詞、作曲：松岡基樹、新垣結衣，編曲：松岡基樹

### DVD
1. 小小戀歌（Music Video）
2. WALK（Music Video）
3. 花水木（Music Video）
4. Yui MAKING